# Dielektrische Spektroskopie

Beispielhaftes Spektrum der dielektrischen Leitfähigkeit über ein breites Frequenzspektrum: Realteil (rot) und Imaginärteil (blau) der Permittivität über die Frequenz, sowie verschiedene bandspezifische chemisch-physikalische Prozesse

Die dielektrische Spektroskopie ist ein Verfahren der Impedanzspektroskopie, das dielektrische Eigenschaften eines Mediums erfasst. Wie bei allen impedanzspektroskopischen Verfahren wird dabei die Impedanz, d. h. der Wechselstromwiderstand, als Funktion der Frequenz bestimmt.
Die dielektrische Spektroskopie basiert auf dem Zusammenspiel eines externen elektrischen Feldes mit dem Dipolmoment des untersuchten Mediums, welches durch die Dielektrizitätskonstante des Mediums angegeben wird.

## Dielektrische Mechanismen
Es gibt verschiedene dielektrische Mechanismen, die nach der Art unterschieden werden, in welcher das untersuchte Medium auf das angelegte Feld reagiert. Jeder dieser Mechanismen ist mit einer charakteristischen Frequenz verbunden, welche den Kehrwert der charakteristischen Zeit des Prozesses darstellt. Bei hohen Frequenzen startend, sind die wichtigsten Mechanismen:

### Elektronische Polarisation
Auch als elektronische Verschiebungspolarisation bezeichnet, um sie von der ionischen Verschiebungspolarisation (s. u.) abzugrenzen. Die elektronische Verschiebungspolarisation findet bei elektrisch neutralen Atomen statt, wenn das angelegte elektrische Feld die Elektronendichte um den Atomkern verändert. Abbildung 2 zeigt schematisch einen Atomkern samt Elektronenhülle in Abwesenheit eines Feldes. In Abbildung 3 ist der Zustand zu sehen, bei dem ein Gleichgewicht zwischen den Kernbindungskräften und denen des elektrischen Feldes herrscht.

### Atomare Polarisation
Atomare Polarisation findet statt, wenn die Elektronenwolken unter Einwirkung der Kräfte des angelegten elektrischen Feldes deformiert werden, sodass positive und negative Ladungszonen entstehen. Dabei handelt es sich um einen Resonanzprozess.

### Orientierungspolarisation
Dieser Effekt hat seinen Ursprung in permanenten und induzierten Dipolen, welche im elektrischen Feld ausgerichtet werden.
Ihre Orientierungspolarisation wird gestört durch thermisches Rauschen, welches nicht am elektrischen Feld ausgerichtet ist. Die Zeit, welche die Dipole zur Entspannung benötigen, wird durch die örtliche Viskosität des Mediums bestimmt. Diese beiden Eigenschaften machen die Dipol-Entspannung in hohem Maße von der Temperatur und den chemischen Eigenschaften des Mediums abhängig.
Abbildung 4 zeigt Dipole in Abwesenheit eines elektrischen Feldes, in Abbildung 5 sind ausgerichtete Dipole in Anwesenheit eines elektrischen Feldes abgebildet.

### Ionische Verschiebungspolarisation
Die ionische Verschiebungspolarisation beinhaltet:
- die Ionenleitfähigkeit; sie dominiert bei niedrigen Frequenzen und ist auf Systemverluste zurückzuführen.
- die Grenzflächenpolarisation; sie tritt auf, wenn Ladungsträger auf Grenzflächen in heterogenen Systemen treffen.
- die Raumladungspolarisation.

Abbildung 6 zeigt ein Ionengitter in Abwesenheit eines elektrischen Feldes. Abbildung 7 stellt die ionische Verschiebungspolarisation in Anwesenheit eines elektrischen Feldes dar.

### Dielektrische Relaxation
Die dielektrische Relaxation als Ganzes ist das Ergebnis der Bewegung der Dipole (Dipol-Relaxation) und der Ladungsträger (ionische Relaxation) hervorgerufen durch ein angelegtes alternierendes Feld. Sie wird für gewöhnlich in Frequenzbereichen von 100 Hz bis 10 GHz beobachtet. Relaxationsmechanismen sind langsamer als resonanzelektronische Übergänge oder Molekülbewegungen, welche üblicherweise in Frequenzen über 1 THz auftreten,.

## Anwendungsgebiete
Die dielektrische Spektroskopie spielt in vielen Bereichen bei der Untersuchung und Beurteilung von Material- oder Systemeigenschaften eine Rolle, z. B. in der Elektrotechnik (s. u.), Materialphysik,  Geophysik (Spektrale Induzierte Polarisation, SIP) sowie bei biologischen und biomedizinischen Systemen.

### Elektrotechnik
Von technischer Relevanz ist die dielektrische Spektroskopie insbesondere bei der Beurteilung von Isolationsmaterialien. Dies können z. B. Kabelisolationen in der Hochfrequenz- oder Hochspannungstechnik sein oder auch die Öl-Papier-Isolation in Transformatoren oder anderen Hochspannungsbetriebsmitteln.

## Messung der dielektrischen Antwort
Bei der dielektrischen Spektroskopie kann die dielektrische Antwort eines Systems im Frequenzbereich durch Verwendung zweier verschiedener Methoden ermittelt werden. Eine Kombination dieser im Folgenden beschriebenen Methoden kann sinnvoll sein, um Vor- bzw. Nachteile der jeweiligen Methoden aufzuwiegen.

### Frequenzbereichsspektroskopie (FDS)
Bei der Frequenzbereichsspektroskopie (englisch frequency domain spectroscopy, FDS) wird das zu untersuchende System einem Wechselfeld ausgesetzt. Die Systemantwort wird direkt im Frequenzbereich erfasst. Diese Methode eignet sich insbesondere bei hohen Frequenzen.

### Polarisations- und Depolarisationsstrommessung (PDC)

Abbildung 8: Messaufbau der dielektrischen Spektroskopie

Bei der Polarisations- und Depolarisationsstrommessung (englisch Polarization Depolarization Current, PDC) wird das zu untersuchende System einem konstanten Feld ausgesetzt. Die Systemantwort wird aus den gemessenen Polarisationsströmen ermittelt. Diese werden dazu in den Frequenzbereich transformiert. Diese Methode ist bei niedrigen Frequenzen von Vorteil.

### Prinzipieller Messaufbau
Für beide Methoden wird derselbe prinzipielle Messaufbau verwendet. Hierbei wird in einem Dielektrikum durch eine Spannungsquelle ein Feld erzeugt. Mit einem Amperemeter wird der durch dieses Medium fließende Strom gemessen. Eine Guard-Elektrode dient dazu, Oberflächenströme an der Messung vorbeizuleiten, so dass nur der Volumenstrom gemessen wird. Diese Anordnung ist in nebenstehender Abbildung dargestellt. Das Untersuchungsobjekt (Dielektrikum) ist anwendungsabhängig.

## Darstellung, Auswertung und Interpretation der Messergebnisse
Die Grundlagen der Darstellung (mittels Cole-Cole-Diagramm, Nyquist-Diagramm oder Bode-Diagramm), Auswertung und Interpretation der Messergebnisse sind dieselben wie bei anderen impedanzspektroskopischen Verfahren und werden hier beschrieben.